# Alma KTZH
Maillots
Le Alma Kazakhstan Temir Zholy Fýtbol Klýby (en kazakh : Алма Қазақстан Темир Жолы Футбол Клубы), plus couramment abrégé en Alma KTZH, est un ancien club kazakh de football féminin fondé en 1997 et disparu en 2009, et basé dans la ville d'Almaty.

## Histoire
Le club domine le football kazakh des années 2000 avec neuf titres de champion du Kazakhstan consécutifs et joue en deuxième division du championnat de Russie en 2004, remportant le titre,. 
L'Alma KTZH participe à sept éditions de la Ligue des champions féminine de l'UEFA, atteignant les seizièmes de finale lors de la saison 2009-2010.

## Palmarès
| Compétitions nationales                                                                                |
| --- |
| - Championnat du Kazakhstan (9) : - Champion : 2000, 2001, 2002, 2003, 2004, 2005, 2006, 2007 et 2008. |